# Brachyhypopomus gauderio
Brachyhypopomus gauderio es una especie del género de peces de agua dulce Brachyhypopomus, de la familia Hypopomidae en el orden Gymnotiformes. Se distribuye en aguas templado-cálidas del sudeste de América del Sur. La especie alcanza una longitud total de 14.9 cm.

## Taxonomía
Esta especie fue descrita originalmente en el año 2009 por los ictiólogos Júlia Giora y Luiz Roberto Malabarba.
Etimología
Brachyhypopomus viene del griego, donde brachys significa 'corto', hipo significa 'bajo', y poma significa 'cubierta'. El término específico gauderio refiere a la palabra portuguesa gaudério, de las tradiciones folklóricas brasileñas, sinónimo de gaúcho, es decir, como llaman en Brasil a la persona que vive en las pampas, de Río Grande del Sur en sur de Brasil, en Uruguay y en la Argentina, llamado así en referencia a la distribución geográfica de esta especie.

## Distribución
Brachyhypopomus gauderio vive en América del Sur, en la cuenca del Plata y en la cuenca de la laguna de los Patos, en Brasil, donde también habita en el río Uruguay y en drenajes del río Tramandaí en Río Grande del Sur, estado donde está ampliamente distribuida en las regiones central, sur y costera. 
En Uruguay ocurre en la cuenca del río Uruguay. En Paraguay lo hace en la cuenca del río Paraguay.
En la Argentina habita en el este, con registros en la cuenca del río Paraná medio, en la zona costera de la laguna Galarza y el río Corriente, ambas localidades en los esteros del Iberá, provincia de Corrientes. También se ha encontrado esta especie en el arroyo Las Mangas, en el parque nacional Predelta, ubicado en la margen izquierda del curso inferior del río Paraná, provincia de Entre Ríos, y en el delta del Paraná.